# Cantone di Alfortville
Il Cantone di Alfortville è una divisione amministrativa dell'arrondissement di Créteil.
È stato istituito a seguito della riforma dei cantoni del 2014, che è entrata in vigore con le elezioni dipartimentali del 2015.

## Composizione
Comprende il solo comune di Alfortville.